# Ross Turnbull
Ross Turnbull (sinh ngày 4 tháng 1 năm 1985) là cầu thủ bóng đá người Anh thi đấu ở vị trí thủ môn cho câu lạc bộ Leeds United.

## Tuổi thơ
Ross Turnbull sinh ngày 4 tháng 1 năm 1985 tại Bishop Auckland, County Durham, Vương quốc Anh. Ross từng theo học tại trường tiểu học Byerley Park, trung học Castlemilk và Cao đẳng Kỹ thuật Cộng đồng Woodham. Anh thi đấu ở vị trí tiền vệ cho đội bóng quê nhà Newton Aycliffe nhưng sau đó đã được chuyển sang chơi vị trí thủ môn bởi huấn luyện viên Arthur Vickerstaff. Ross đã từng tham gia tập luyện thử ở các câu lạc bộ vùng đông bắc là Darlington và Sunderland nhưng cuối cùng anh đã quyết định gia nhập học viện bóng đá của Middlesbrough.

## Sự nghiệp

### Middlesbrough
Sau thời gian dài thi đấu cho đội trẻ, Turnbull đã ký hợp đồng thi đấu chuyên nghiệp với Middlesbrough vào năm 2002. Anh đã từng có mặt ở đội tuyển U-20 Anh tại Giải vô địch U-20 Thế giới 2003. Turnbull góp mặt cùng đội trẻ Middlesbrough tại trận chung kết Giải trẻ Cúp FA 2002-03 với Manchester United nhưng đội bóng của anh đã để thua. Đầu mùa giải 2003-04, anh đã có thời gian cho mượn 1 tháng tại Darlington. Nửa sau mùa giải, anh được cho mượn tại Barnsley và chủ yếu là vai trò dự bị cho Marlon Beresford.
Turnbull trở lại Barnsley với hợp đồng cho mượn dài hạn ở mùa giải 2004-05, nhưng đã bị gọi trở về sân Riverside để dự bị cho Mark Schwarzer bị chấn thương. Đầu mùa giải 2005-06, anh lại tiếp tục được đem cho mượn, lần này là Crewe Alexandra. Cuối mùa giải, anh có trận đấu đầu tiên cho Boro trong trận hoà 1-1 với Bolton Wanderers và được bầu là Cầu thủ xuất sắc nhất trận đấu. Ở mùa giải 2006-07, anh chỉ thi đấu cho Middlesbrough duy nhất 1 trận, đó là trận thua Notts County tại Football League Cup vào tháng 9 năm 2006.
Tháng 7 năm 2007, Turnbull đã ký hợp đồng cho mượn dài hạn với đội bóng đang thi đấu tại Football League Championship là Cardiff City. Anh được đưa về Cardiff nhằm thay thế thủ môn đã nhiều tuổi Neil Alexander, người rời khỏi đội bóng sau khi thất bại trong việc gia hạn hợp đồng ở vị trí thủ môn chính thức của đội bóng. Tuy nhiên, do mắc nhiều sai lầm trong trận đầu tiên nên anh đã để mất suất chính thức về tay Michael Oakes từ trận hoà 2-2 với Preston North End. Suốt thời gian còn lại ở Cardiff, Turnbull đã phải ngồi ghế dự bị cho đến khi được Middlesbrough gọi lại vào ngày 5 tháng 10 năm 2007 sau chấn thương của thủ môn số 2 Brad Jones. Việc gọi lại này là do thoả thuận của hai câu lạc bộ. Sau khi trở lại Middlesbrough, anh đã có hai trận được bắt chính thức do thủ môn chính Mark Schwarzer bị chấn thương ngón tay. Một trong hai trận đấu đó là chiến thắng 2-1 trước Arsenal trên sân Riverside ngày 9 tháng 12 năm 2007.
Sau 11 năm gắn bó với Middlesbrough, thủ môn Mark Schwarzer đã rời câu lạc bộ để gia nhập Fulham vào mùa hè năm 2008.. Huấn luyện viên Middlesbrough Gareth Southgate có hai sự lựa chọn cho vị trí thủ môn chính thức là Turnbull và Jones. Mặc dù Jones đã thi đấu trận đầu tiên nhưng trong trận đấu vòng 2 với Liverpool mà Middlesbrough thua 2–1, Turnbull đã được bắt chính do Jones bị trật khớp ngón tay trong lúc khỏi động trước trận đấu.
Tháng 6 năm 2009, Turnbull từ chối gia hạn hợp đồng với Middlesbrough và tuyên bố anh sẽ rời câu lạc bộ khi hết hạn hợp đồng vào cuối tháng.

### Chelsea
Ngày 2 tháng 7 năm 2009, Turnbull gia nhập Chelsea theo dạng chuyển nhượng tự do với hợp đồng kéo dài 4 năm. Trận đấu đầu tiên của Turnbull diễn ra trong tour du đấu tại Los Angeles của Chelsea hồi mùa hè trong trận đấu với Inter Milan. Turnbull đã có trận đấu đầu tiên cho đội hình dự bị Chelsea đáng quên khi mắc nhiều sai lầm dẫn đến trận thua Aston Villa 4-0. Anh có trận đầu tiên trong đội hình chính thức Chelsea là trong chiến thắng 4-0 trước Bolton Wanderers tại League Cup khi vào sân thay cho thủ môn Henrique Hilário chấn thương ở phút 23. Trận đấu chính thức đầu tiên mà Turnbull được bắt chính là trận hoà 2-2 với APOEL tại UEFA Champions League 2–2.
Vào tháng 3 năm 2010, hai thủ môn số 1 và số 2 của Chelsea là Petr Cech và Henrique Hilario lần lượt dính chấn thương nên Turnbull trở thành sự lựa chọn duy nhất cho vị trí thủ môn chính thức của Chelsea. Ngày 13 tháng 3, trong trận thắng West Ham United 4-1, mặc dù phải nhận một bàn thua bởi Scott Parker nhưng anh vẫn thi đấu khá tốt. 3 ngày sau, anh góp mặt trong trận đấu lượt về vòng 2 UEFA Champions League với Inter Milan tại Stamford Bridge. Kết thúc trận đấu, Chelsea để thua 1-0 và bị loại.
Turnbull có trận đấu cuối cùng trong mùa giải cho Chelsea trong trận hoà 1-1 với Blackburn Rovers. Trong tình huống dẫn đến bàn thua của Chelsea, anh đã đổ người khép góc hơi chậm trước cú đánh đầu của El-Hadji Diouf. Chelsea giành được chức vô địch Giải Ngoại hạng Anh mùa giải 2009-10 nhưng anh không không thi đấu đủ số trận cần thiết nên không được nhận huy chương như các đồng đội.
Turnbull có trận đấu đầu tiên trong mùa giải 2010-11 trong trận thua 3-4 trước Newcastle United tại vòng 3 League Cup và anh bị đánh giá chính là nguyên nhân khiến Chelsea thua. Ngày 23 tháng 11, anh được bắt chính trong trận gặp MŠK Žilina ở Champions League. Phần lớn mùa giải này anh vẫn là thủ môn số hai tại Chelsea.
Turnbull trở thành người hùng của Chelsea trong trận đấu vòng 3 League Cup 2011-12 với Fulham. Trong 90 phút thi đấu chính thức, anh đã cản phá thành công quả phạt đền của Pajtim Kasami. Khi hai đội bước vào loạt sút luân lưu, anh tiếp tục cản phá thêm hai quả phạt đền của Moussa Dembélé và Bryan Ruiz để đưa Chelsea vào vòng trong. Tuy nhiên trận đấu vòng 4 sau đó với Everton, anh đã phải nhận thẻ đỏ sau pha phạm lỗi với Tim Cahill. Trong trận tứ kết League Cup với Liverpool, Turnbull cản phá được quả phạt đền của tiền đạo Andy Carroll nhưng chung cuộc Chelsea vẫn thua 2-0.
Trong trận đấu vòng áp chót Premier League 2011-12 với Liverpool, Turnbull được bắt chính. Trong trận này, anh đã thắng được Stewart Downing trên chấm phạt đền nhưng có pha phát bóng cẩu thả dẫn đến bàn thắng cho Jonjo Shelvey. Chung cuộc Chelsea thua 4-1.
Turnbull chính thức rời Chelsea sau khi hết hạn hợp đồng với câu lạc bộ này vào ngày 30 tháng 6 năm 2013.

### Doncaster Rovers
Ngày 31 tháng 7 năm 2013, Turnbull đã ký hợp đồng có thời hạn một năm với câu lạc bộ vừa thăng hạng Giải hạng nhất Anh Doncaster Rovers.

## Thống kê sự nghiệp
Tính đến 1 tháng 7 năm 2015
| Câu lạc bộ          | Câu lạc bộ             | Câu lạc bộ          | Mùa giải | Mùa giải | Cúp quốc gia | Cúp quốc gia | Cúp liên đoàn | Cúp liên đoàn | châu Âu | châu Âu | Tổng cộng | Tổng cộng |
| Mùa giải            | Câu lạc bộ             | Giải đấu            | Trận     | Bàn      | Trận         | Bàn          | Trận          | Bàn           | Trận    | Bàn     | Trận      | Bàn       |
| Anh                 | Anh                    | Anh                 | League   | League   | FA Cup       | FA Cup       | League Cup    | League Cup    | Khác    | Khác    | Tổng cộng | Tổng cộng |
| ------------------- | ---------------------- | ------------------- | -------- | -------- | ------------ | ------------ | ------------- | ------------- | ------- | ------- | --------- | --------- |
| 2003–04             | Darlington (mượn)      | Old Div. 3          | 1        | 0        | 0            | 0            | 0             | 0             | 0       | 0       | 1         | 0         |
| 2003–04             | Barnsley (mượn)        | Old Div. 2          | 3        | 0        | 0            | 0            | 0             | 0             | 0       | 0       | 3         | 0         |
| 2004–05             | Bradford (mượn)        | League One          | 2        | 0        | 0            | 0            | 0             | 0             | 0       | 0       | 2         | 0         |
| 2004–05             | Barnsley (mượn)        | League One          | 23       | 0        | 1            | 0            | 0             | 0             | 0       | 0       | 24        | 0         |
| 2005–06             | Crewe Alexandra (mượn) | Championship        | 29       | 0        | 0            | 0            | 0             | 0             | 0       | 0       | 29        | 0         |
| 2005–06             | Middlesbrough          | Premier League      | 2        | 0        | 0            | 0            | 0             | 0             | 0       | 0       | 2         | 0         |
| 2006–07             | Middlesbrough          | Premier League      | 0        | 0        | 0            | 0            | 1             | 0             | 0       | 0       | 1         | 0         |
| 2007–08             | Cardif City (mượn)     | Championship        | 6        | 0        | 0            | 0            | 2             | 0             | 0       | 0       | 8         | 0         |
| 2007–08             | Middlesbrough          | Premier League      | 3        | 0        | 0            | 0            | 0             | 0             | 0       | 0       | 3         | 0         |
| 2008–09             | Middlesbrough          | Premier League      | 22       | 0        | 0            | 0            | 1             | 0             | 0       | 0       | 23        | 0         |
| 2009–10             | Chelsea                | Premier League      | 2        | 0        | 0            | 0            | 1             | 0             | 2       | 0       | 5         | 0         |
| 2010–11             | Chelsea                | Premier League      | 0        | 0        | 0            | 0            | 1             | 0             | 1       | 0       | 2         | 0         |
| 2011–12             | Chelsea                | Premier League      | 2        | 0        | 0            | 0            | 3             | 0             | 0       | 0       | 5         | 0         |
| 2012–13             | Chelsea                | Premier League      | 3        | 0        | 2            | 0            | 2             | 0             | 0       | 0       | 7         | 0         |
| 2013–14             | Doncaster Rovers       | Championship        | 28       | 0        | 1            | 0            | 2             | 0             | 0       | 0       | 31        | 0         |
| 2014–15             | Barnsley               | League One          | 22       | 0        | 4            | 0            | 0             | 0             | 1       | 0       | 27        | 0         |
| 2015–16             | Leeds United           | Championship        | 0        | 0        | 0            | 0            | 1             | 0             | 0       | 0       | 0         | 0         |
| Tổng cộng sự nghiệp | Tổng cộng sự nghiệp    | Tổng cộng sự nghiệp | 148      | 0        | 8            | 0            | 14            | 0             | 4       | 0       | 174       | 0         |

## Cuộc sống cá nhân
Turnbull đã kết hôn với Nicola. Họ có một con gái, tên Maisy, sinh năm 2008.

## Danh hiệu

### Câu lạc bộ
Chelsea
- Cúp FA: 2010, 2012
- UEFA Champions League: 2012
- UEFA Europa League: 2012-13

Middlesbrough
- Cầu thủ trẻ xuất sắc nhất mùa giải 2007-08 của Middlesbrough